# Доброхотов Олександр Львович
Олександр Левович Доброхотов (нар. 8 вересня 1950, Львів, УРСР, СРСР) — радянський і російський історик філософії, філософ і культуролог. Доктор філософських наук, професор Кафедри наук про культуру Школи культурології Факультету гуманітарних наук Національного дослідного університету «Вища школа економіки», завідувач кафедри культурології Місіонерського факультету Православного Свято-Тихонівськрнр гуманітарного університету, професор та член Вченої ради Державного академічного університету гуманітарних наук (ДАУГН).
Популяризатор філософії та культурології. Постійний лектор проєкту ПостНаука, автор кількох курсів на порталі Coursera.

## Біографія
Народився 1950 року у Львові. 1972 року закінчив філософський факультет МДУ і 1975 року — аспірантуру своєї альма-матер. Кандидат філософських наук (1978, дисертація «Вчення Парменіда про буття»). В 1991 році захистив дисертацію «Категорія буття в античній філософії класичного періоду» на здобуття наукового ступеня доктора філософських наук.
У 1992 році — запрошений професор Католицького університету Тілбурга (Нідерланди) та університету Фрібурга (Швейцарія). У 1996—1997 роках — запрошений професор університету Женеви (Швейцарія).
До 2009 року обіймав посаду завідувача кафедри історії та теорії світової культури філософського факультету МДУ. Також викладав на факультеті культурології Державного академічного університету гуманітарних наук, є членом Вченої ради університету.
З 1995 по 2015 рік Олександр Доброхотов викладав у Вищій школі європейських культур (ВШЕК), яка є міжнародним навчальним і науковим центром Російського державного гуманітарного університету (ВШЕК був створений у квітні 2007 року і замінив Інститут європейських культур). З 2009 року — професор кафедри наук про культуру факультету філософії НДУ ВШЕ, Школи культурології (восени 2020 року об'єдналася з Школою філософії та отримала назву Школа філософії та культурології). Викладає різноманітні курси з філософії, філософії культури, метафізики та теології, історії російської культури. У 2010 році став штатним професором ВШЕ. Нині Олександр Доброхотов є членом редакційної ради Arbor Mundi, Transcultural Studies і Studies in East European Thought.
Сьогодні Олександр Доброхотов є провідним російським філософом культури та видатним культурологом. Він часто з'являється на телебаченні та викладає масштабний онлайн-курс на Coursera.

## Родина
Син Роман (нар. 1983) — журналіст, громадський діяч.

## Наукові праці

### Монографії
- Доброхотов А. Л. Учение досократиков о бытии. — М., 1980.
- Доброхотов А. Л. Категория бытия в классической западноевропейской философии. — М.: Изд-во МГУ, 1986.
- Доброхотов А. Л. Данте Алигьери. — М.: Мысль, 1990 (в сер. «Мыслители прошлого»)
- Доброхотов А. Л. Введение в философию. — М., 1995
- Доброхотов А. Л. Универсальные механизмы культуры. Из курса лекций. М., 2004.
- Доброхотов А. Л. Избранное. — М.: Территория будущего, 2008 (Университетская библиотека Александра Погорельского).
- Доброхотов А. Л. Культурология: Учебное пособие. — М., 2010 (в соавт.)
- Доброхотов А. Л. Морфология культуры. — М.: Территория будущего, 2010.
- Доброхотов А. Л., Калинкин А. Т. Культурология: учебное пособие. — М.: ИНФРА-М, 2010. — 480 с.
- Доброхотов А. Л., Калинкин А. Т. Культурология в вопросах и ответах. — М.: Проспект, 2011. — 167 с.
- Доброхотов А. Л. Рецепция немецкой классической эстетики в трудах и дискуссиях ГАХН. — М.: Территория будущего, 2012.

### Статті
- «Религиозные аспекты философии культуры Серебряного века». // Теоретический семинар Института философии РАН «Философия религии — Теология — Религиоведение» — 29 марта. 2006.
- «Источники власти в третьем тысячелетии: Тенденции и прогнозы». // Дискуссионный клуб «Олимпик». 28 ноября. 2006.
- «Христианские философы Серебряного века о культуре». // Семинар «Русская философия (традиция и современность)» «Дом Лосева». 13 декабря. 2006
- Культура как идеал в русской мысли Серебряного века. О сборнике «Проблемы идеализма» // XVII ежегодная богословская конференция Православного Свято-Тихоновского гуманитарного университета. 20 января. 2006.
- «Вехи» о религиозном смысле культуры // Сборник «Вехи» в контексте русской культуры. — М., 2007. — С. 8 — 14.
- Паломничество в страну Лосева // Тахо-Годи Е. А. Художественный мир А. Ф. Лосева. — М., 2007.
- Античность в самосознании новоевропейской культуры (Методологические тезисы.) // XII Лосевские чтения: Античность и русская культура Серебряного века. — М.: ФАИР, 2008. — C. 12-18.
- Г. С. Кнабе об «энтелехии культуры» // Вторая навигация: альманах. — Вып. 8. Запорожье: Дикое поле, 2008. — С. 22-35
- «Волны смысла» или Генеалогия А. Ф. Лосева в трактате «Са́мое само́» // Лосев. А. Ф. Вещь и имя. Самое само. — СПб.: Издательство Олега Абышко. 2008. — С. 5-24
- Мораль общего знаменателя // Фома. 2008. — № 7 (63). — С. 98-102
- Опыт согласования христианского наследия и новоевропейской культуры в произведениях мыслителей Серебряного века // Христианство, культура и нравственные ценности: материалы международной конференции. М.: Институт всеобщей истории РАН, 2008. — С. 147—154
- Тема бытийного дара в мелопее В. И. Иванова «Человек» // Символ. 2008. — № 53-54. — С. 791—804.
- Логос // Античная философия: Энциклопедический словарь. — М.: Прогресс-Традиция, 2008. — C. 451—453.
- [Выступление на круглом столе:] Культурология как наука. За и против. Круглый стол Санкт-Петербургского университета профсоюзов и Института философии РАН. Москва, «Президент отель», 13 февраля 2008. // Вопросы Философии. 2008. — № 11. — С. 147—154
  - Культурология как наука: за и против (соавт.). // Круглый стол Санкт Петербургского гуманитарного университета и Института философии РАН. Москва, «Президент отель», 13 февраля 2008., 2009. — C. 27—35; 57; 63—66
- Аверинцев как философ культуры // Сборник докладов «Аверинцевские чтения. К 70-летию со дня рождения академика С. С. Аверинцева». Москва: Изд-во Московского университета, 2008. — С. 58-67.
- Тема бытийного дара в мелопее В. И. Иванова «Человек». // Символ, 2008. — № 53 — 54. — C. 791—804.
- Алфавит культуры (рец. на энциклопедию «Культурология»). // Новый мир. — 2008. — № 7. — C. 178—180.
- Аверинцев как философ культуры. // Аверинцевские чтения, 2008. — C. 58—67.
- Бергсонианские мотивы в работе Л. П. Карсавина «О свободе» // Логос. — 2009. — № 3 (71). — C. 115—121
- «Философская сцена». // Вторая Навигация: Альманах. — 2009. — № 9. — C. 116—126.
- «Философская сцена». // Вторая Навигация: Альманах. — 2009. — № 9. — C. 10.
- Традиция бессмертия: Мамардашвили как философ культуры. // Мераб Константинович Мамардашвили. — М., 2009. — C. 128—152.
- О «Вехах». // Пушкин. — 2009. — № 2. — C. 53.
- Моральные коллизии споров о войне в русской философии Серебряного века. // Философия и этика. Сборник научных трудов. К 70-летию акад. А. А. Гусейнова, М., 2009. — C. 306—311.
- Логос. // Античная философия. Энциклопедический словарь, 2009. — C. 451—453.
- Диптих встреч. (Рец. на: Визгин В. П. Философия Габриэля Марселя: темы и вариации. СПб., 2008.). // Новый мир. — 2009. — № 11. — C. 2
- Г. С. Кнабе об энтелехии культуры.. // Вторая Навигация: Альманах. — 2009. — № 8. — C. 22—35.
- Бытие, Логос, Ничто, Нус, Реализм, Телеология, Триада, Эйдос. // Энциклопедия эпистемологии и философии науки. М., 2009. — C. 95—1134.
- Бергсонианские мотивы в работе Л. П. Карсавина «О свободе». // Логос. — 2009. — № 3 (71). — C. 115—121.
- А. Ф. Лосев — философ культуры.. // Алексей Федорович Лосев. — М. РОССПЭН, 2009. — C. 19—30.
- Антиномия права и нравственности в философии Вл. Соловьева. // Сущность и слово. М., 2009. — C. 530—540
- Морфология хаоса, или Услышанные пророчества Достоевского.. // Вторая Навигация: Альманах, 2010. — № 10. — C. 203—214.
- Морфология зла в книге Вяч. Иванова «Достоевский». // Вестник ПСТГУ. Серия Филология, 2010. — № 4 (32). — C. 75—87.
- Мир как театр в сознании Серебряного века. // Античность и культура Серебряного века: К 85-летию А. А. Тахо Годи. — М.: Наука, 2010.
- Код Шардена, или Культурная морфология XVIII века в версии М. И. Свидерской. // Культура, эпоха и стиль. Классическое искусство Запада. — М.: Галарт, 2010.
- Достоевский-европеец. // Новый мир. — 2010. — № 8. — C. 186—188.
- «В пространствах таятся пространства…» О книге О. А. Лавреновой «Пространства и смыслы: семантика культурного ландшафта». // Культура и время. — 2010. — № 3 (37). — C. 270—275.
- А. Г. Габричевский о поэтике Гёте. // Логос. 2010. — № 2 (75). — C. 115—121.
- Эвфорион, или стадии духовного роста в «Фаусте» Гёте. // Филология: научные исследования. — 2011. — № № 3. — C. 22—28.
- Проблема Я как культурологический сюжет: коллизии позднего Просвещения и Контрпросвещения. // Философия и культура, 2011. — № № 8 (44). — C. 82—91.
- Парадигмы проблемы Я в философии и культуре. // Experimentum — 2012: Сборник научных статей философского факультета МГУ. — М.: «Издатель Воробьев А. В.», 2011.
- Немецкая классическая эстетика в «Диалектике художественной формы» А. Ф. Лосева. // Бюллетень Библиотеки истории русской философии и культуры «Дом А. Ф. Лосева». — 2011. — № 13
- Из истории русского гётеанства. // Мировое древо. — 2011. — № 18. — C. 107—148.
- Елена и Фауст. // Vivit virtus. Сборник, посвященный памяти Т. В. Васильевой. Москва: Прогресс-Традиция, 2011.
- Габричевский о работе Гердера ПЛАСТИКА. // Психологические исследования. — 2011. — № 6.
- Внутренняя форма античной культуры в трудах Т. В. Васильевой. // Vivit virtus. Сборник, посвященный памяти Т. В. Васильевой. Москва: Прогресс-Традиция, 2011.
- Адорно о спасении Фауста. // Синий диван. — 2011. — № Вып. 16. — C. 85—97.
- Слом традиционных представлений об архитектуре на рубеже 18-19 вв. // АРХИТЕКТУРА В СОЦИАЛЬНОМ ПРОСТРАНСТВЕ. Москва: УРСС, 2012.
- Европейский интеллектуал: traduttore или traditore?. // Вопросы чтения: Сборник статей в честь И. Б. Роднянской, 2012. — C. 11—36.
- Dobrohotov AL Kants Teleologie als Kulturtheorie. // Kant im Spiegel der russischen Kantforschung heute, 2008. — C. 19-27
- Dobrohotov AL GAKhN: an aesthetics of ruins, або Aleksej Losev's failed project. // Studies in East European Thought., 2011. — № 63/1. — C. 31-42.